# Barcelo (patronyme)
Pour les articles homonymes, voir Barcelo.
Cette page présente le nom de famille Barcelo ainsi que ses variantes.
Barcelo () est un patronyme médiéval originaire de la seigneurie de Montpellier selon le Nobiliaire Majorquin (1850) de l'érudit espagnol Joaquin Bover (en); origines reprises ou confirmées par plusieurs autres historiens et généalogistes. Montpelliéret et Montpellier (royaume de Majorque) sont rattachés au royaume de France respectivement en 1293 et 1349 (voir Histoire de Montpellier). Ce patronyme s'est diffusé essentiellement dans les territoires de la couronne d'Aragon (en particulier les Îles Baléares où il est introduit vers 1232), ainsi qu'en France et dans ses colonies d'Amérique du Nord (Nouvelle-France), puis d'Afrique du Nord (Algérie), et également en Espagne et dans ses colonies d'Amérique latine (y compris Nouvelle-Espagne et Caraïbes) et d'Asie du Sud-Est (Philippines).
Il existe de nombreuses variantes homophoniques de ce patronyme en français, telles Barselo, Barcello ou Barceleau, et son équivalent dans d'autres langues peut être par exemple : Barceló en catalan et en espagnol (castillan); à noter que l'accent tonique du « ó » n'est pas toujours présent et qu'il disparaît souvent dans ces deux langues sitôt que le nom est écrit en capitale. En vieux béarnais (gascon) : Barsalo et Barsalou, la voyelle « o » se prononce « ou ». En anglais Barcelow et Barsalow qui sont des variantes américaine et canadienne basées sur la prononciation anglophone du « o » final (« ow »).

## Occurrence
Aujourd'hui, Barcelo se classe au 29 776e des noms de famille français.
Et près de 5 800 personnes portent aujourd'hui ce patronyme, sans compter les variantes.

## Étymologie

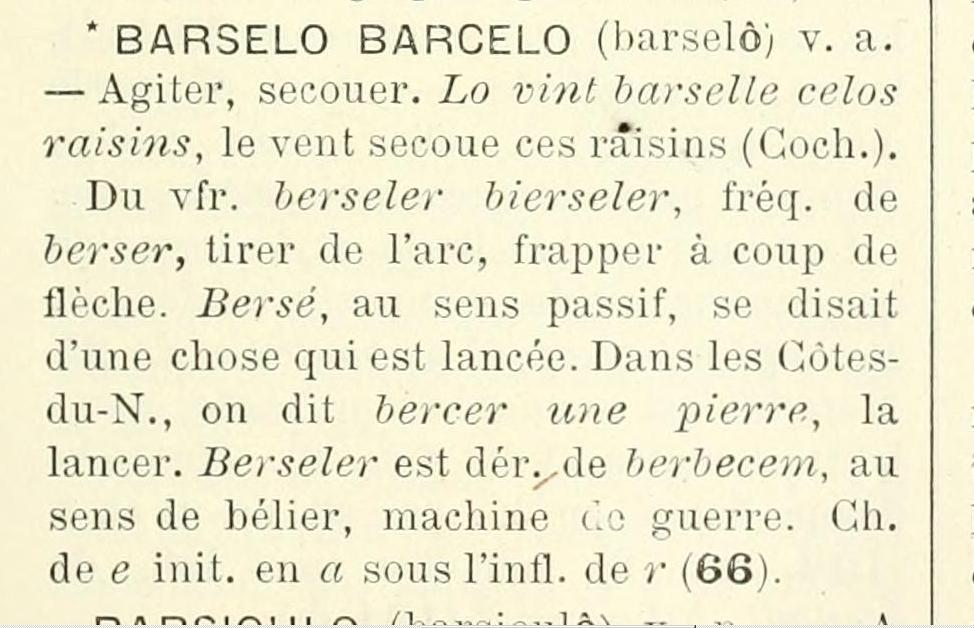
Étymologie et définition de « Barselo » & « Barcelo » dans le Dictionnaire étymologique de patois lyonnais (1887) de Clair Tisseur.

L'étymologie et la signification de « barcelo » (qui est une variante de « barselo ») sont données par Clair Tisseur dans son Dictionnaire étymologique de patois lyonnais publié à Lyon en 1887:

« BARSELO, BARCELO (barselô) verbe actif - Agiter, secouer. Lo vint barselle celos raisins, le vent secoue ces raisins (Coch.). Du Vieux français berseler bierseler, fréq. de berser, tirer de l'arc, frapper à coup de flèche. Bersé, au sens passif, se disait d'une chose qui est lancée. Dans les Côtes-du-Nord, on dit bercer une pierre, la lancer. Berseler est dérivé de berbecem, au sens de bélier, machine de guerre. Changement de e initial en a  sous l'influence de r (E fermé, E bref entravé en patois par un groupe dont premère [sic] consonne est R). »

Le terme « barcelo » est employé selon cette définition, par exemple, dans le poème dauphinois en dix chants écrit en dialecte de Saint-Maurice-l'Exil, Isère (Lou Riou Pouétsicou - Fragman doù siziémou chant.) par M. Maurice Rivière de l'Académie Delphinale et publié à Grenoble en 1842: « Mai que lou Lac suet clior barcelo per lou vent s'ajuete avé fureur. » (en français : « mais que le lac est clair secoué par le vent s'agitant avec fureur »).
Au Moyen Âge une catégorie de noms de famille est dérivée de toponymes (le contraire existe aussi), le lieu d'habitat ou lieu d'origine d'un migrant désigne celui-ci, de là, la mise en relation de « Barcelo » avec la cité catalane de Barcelone (Barcelona) semble vraisemblable, d'autant plus qu'il existe le titre nobiliaire « Conde de Barceló » dont l'intitulé complet en français est « comte de Provence de la maison de Barcelone »; ne pas confondre avec « Conde de Barcelos » qui désigne le comte de Barcelos.

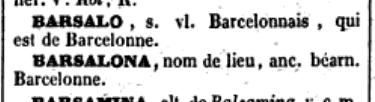
Définitions de « Barsalo » & « Barsalona » dans le Dictionnaire provençal-français ou Dictionnaire de la langue d'oc ancienne et moderne (1846) de Simon-Jude Honnorat.

Dans son Dictionnaire provençal-français ou Dictionnaire de la langue d'oc, ancienne et moderne (1846), Simon-Jude Honnorat définit « barsalo » comme un substantif d'un vieux langage antérieur au XVIe siècle désignant un « Barcelonnais, qui est de Barcelonne », soit un gentilé. Cette définition est suivie dans le même ouvrage par celle de « Barsalona » qui est un toponyme désignant « Barcelonne en ancien béarnais ». « Barcelonnais » est le gentilé des habitants de Barcelonne-du-Gers, ancienne ville du Béarn nommée « Barselone » dans le Dictionnaire géographique universel (1701) de Charles Maty et Michel-Antoine Baudrand.
Il existe plusieurs toponymes paronymiques liés à Barcelo, toponymes dont l'orthographe a évolué durant les siècles. L'édition 1711 du Grand Dictionnaire Historique de Louis Moréri apporte un éclairage sur une autre Barcelone (aujourd'hui Barcelonnette), celle-là provençale et dont la date de fondation correspond au recensement du premier Barceló connu des généalogistes espagnols (Pedro Barceló / Pierre Bar): « Barcelone ou Barcelonette - Barcilona & villa Barcilone - ville & vallée autrefois de Provence, et aujourd'hui dans les États de Savoie, fut bâtie en 1232, du temps de Raymond-Béranger V, de ce nom, Comte de Provence, qui lui fit donner le nom de Barcelone, en mémoire de cette ville de Catalogne, d'où ses aïeux étaient venus en Provence ». À noter également, que Barcelonnette est surnommée « Barcelo » par ses habitants et commerçants,, au XXe siècle il existe ainsi le « Barcelo Football Club » (BFC), association sportive locale; l'abréviation « Barcelo. » est aussi employée de manière plus formelle, par exemple, dans les Annales de Haute Provence (1948). Selon la définition de la quatorzième édition du Nouveau Vocabulaire Français (1827), dictionnaire de Noël-François De Wailly et Étienne-Augustin De Wailly, le terme « barcelonnette » (substantif féminin, barcelonète) désigne « une sorte de berceau d'enfant ».
D'après le site officiel de la mairie de Barcelone (Barcelona), la ville est fondée (légendes d'Hercule et des Barcides de Carthage exceptées) en 10 avant Jésus Christ par l'empereur romain Auguste qui nomme la colonie « Barcino » en latin. Plus précisément « Colonia Julia Augusta Faventia Paterna Barcino », l'inscription abrégée « Barcin » figure sur des marbres antiques retrouvés à Barcelone durant des fouilles archéologiques. Au VIe siècle le nom de la ville devient Barcinona, puis au IXe Barchinona, le toponyme définitif de Barcelona (Barcelonne puis Barcelone en français) apparait plus tardivement durant le Moyen Âge.

## Variantes
L'ancienneté de ce nom de famille, l'évolution des langues et la multitude des dialectes et langues régionales (l'institution du français comme langue nationale date de 1539) tout autant que sa dissémination sur les différents continents par les empires coloniaux Français et Espagnol, impliquent l'existence de nombreuses variantes, souvent homophoniques, répertoriées dans les registres paroissiaux et d'état civil.
La variété des orthographes peut aussi avoir une origine purement administrative et s'explique par une interprétation phonétique du nom prononcé ou manuscrit lors de l'inscription dans les registres. Ainsi l'étude des registres numérisés et publics des départements français d'Algérie pour la période 1830-1904 démontre qu'un individu identifié comme « Barcelo » à l'état civil d'une ville peut être identifié comme « Barselo » dans le registre d'une autre ville, au sein du même département, et vice versa, qu'un second individu nommé « Barcelo » sur le registre paroissial peut voir son patronyme modifié en « Barcello » à l'état civil au cours d'un acte de mariage, ou que l'écriture manuscrite d'un « o » interprété en « a » transforme un troisième individu « Barcelo » en « Barcela ». Des exemples célèbres sont le colonel catalan Pere Joan Barceló (1682-1743) alias Don Pietro Barsalo, l'amiral espagnol Don Antonio Barceló (1716-1797), alias l'amiral Barcello ou le chef patriote québécois Jacob Barcelo (1789-1873) alias Jacob Barsalou.
Selon le registre public des soldats nés au XIXe siècle et morts pour la France durant la Première Guerre mondiale, sur seize « Barcelo » recensés, la moitié est originaire du département des Pyrénées-Orientales, Languedoc-Roussillon, six sont originaires des départements d'Algérie, un est originaire de la Loire-Atlantique, Pays de la Loire, le dernier est originaire de Barcelone, Espagne. En outre, deux « Barselo » sont recensés, l'un originaire du département d'Oran en Algérie, l'autre originaire des Pyrénées-Orientales, ainsi qu'un « Barcelot » originaire de Seine-et-Oise, Île-de-France et un « Barcellot » originaire du département d'Oran. Dix « Barsalou » figurent au registre, dont neuf sont originaires du département de l'Aude, Languedoc-Roussillon, le dernier du lot-et-Garonne, Nouvelle-Aquitaine. Enfin, à titre comparatif, figurent également un « Barcelon » originaire d'Algérie, un « Barcelone » et un « Barcelonne », tous deux natifs du Cher, Région Centre.
Bien que « Barcelo » soit la variante la plus commune, Barselo, Barselot, Barcelot, Barcello, Barcelau, Barcela et Barsalo sont aussi enregistrées à l'état civil français des départements français d'Algérie et désignent une population majoritairement originaire d'Espagne y compris des Baléares. Les variantes Barcelou et Barsalou figurent au même état civil et concerne cette fois une population originaire du Midi de la France.
De même, si « Barcelo » est majoritaire en Amérique du Nord, la version Barselou, surtout présente au Canada,, n'est pas répertoriée en Algérie; même chose pour la variante Barsolou présente au Québec au XVIIIe siècle ou Barceloux présent au Canada au XIXe siècle et en Californie au XXe siècle.
Les variantes Barcelow et Barsalow figurent sur les registres paroissiaux Mormons nord-américains du XIXe siècle et désignent une population essentiellement présentes en Indiana, Connecticut, New York, Massachusetts et Missouri. Barselow est plus rarement répertorié mais est apparu aux États-Unis au XXe siècle,, de même que Barcelowsky qui ajoute le suffixe polonais « sky » et qui est recensé au New Jersey.
D'après la base de données de chercheurs britanniques de l'University College de Londres (UCL), la variante la plus recensée dans le monde au XXIe siècle est la graphie hispanique Barceló qui est majoritairement présente aux Baléares. À noter que l'usage hispanique conserve le nom de l'épouse pour le rattacher au patronyme. Ces noms composés spécifiques à l'Espagne et à ses anciennes colonies impliquent un recensement plus important par rapport aux pays où l'épouse abandonne son nom de jeune fille qui n'est donc pas recensé.

## Histoire
Le patronyme Barcelo serait lié au contexte historique médiéval de la Reconquista, précisément à la conquête de Majorque (1229-1231) et à la fondation du royaume de Valence (1238) par la couronne d'Aragon. En 1866, dans Les Français aux expéditions de Mayorque et de Valence sous Jacques le Conquérant, Roi d'Aragon (1229-1238), Charles de Tourtoulon écrit:
« Bar (Pierre), de Montpellier, M. Il fut l'un des quatorze prud'hommes choisis par le roi pour procéder à la distribution des terres arrosables des environs de la ville de Mayorque. Quelques généalogistes font de ce Pierre Bar le chef de la famille Barcelo, dont les armes sont : d'azur, au navire au naturel flottant sur une mer du même, accompagné en chef de trois étoiles d'argent et en pointe d'une tête de Maure traversée d'un cimeterre. (Bover: Nobiliario Mallorquin), ».

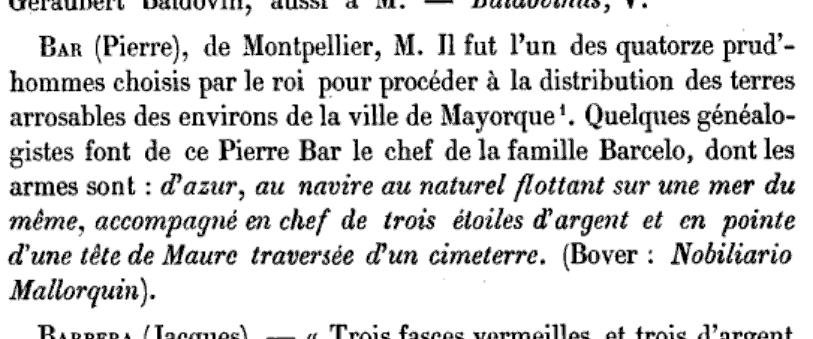
Le chef de la famille Barcelo serait Pierre Bar (alias Pere Bar / Pedro Barceló), montpelliérain du XIIIe siècle.

Citant les chroniques de Juan Dameto, les historiens espagnols et français (dont Alexandre Germain) établissent la participation de cet émissaire de la seigneurie de Montpellier lors de la reconquête de Majorque et la nomination de celui-ci comme répartiteur: « De tous côtés arrivent, escortés de leurs gens, des chevaliers dont quarante-six se distingueront, dès la première expédition, par leur héroïsme, entre autres ceux de Montpellier : Pierre Bar, Pierre de Conques [...] », en 1230, « cette Conquête fut suivie de la Répartition des Terres que le Roi avait promise; il nomma pour la faire deux Prud'hommes de chaque Pays qui lui avaient donné secours, parmi lesquels on trouve pour Montpellier, Pierre Bar, & Pierre Serre : on trouve même que la Communauté de Montpellier y fut comprise pour deux grosses Métairies de douze jovades chacune. », « il [le Roi Jacques Ier d'Aragon] n'oublia pas la Commune de Montpellier dans le partage de la conquête; il nomma parmi les commissaires répartiteurs deux de ses représentants, Pierre Bar et Pierre Serre, et lui adjugea tout d'abord comme à-compte deux métairies considérables. »
Une partie des écrits de Joaquin María Bover de Rosselló sur la noblesse majorquine (Nobiliario Mallorquin, 1850), est aussi reprise par des généalogistes espagnols du XXe siècle (Arturo & Alberto García-Carraffa dans leur encyclopédie hispanoaméricaine ou Julio de Atienza y Navajas baron de Cobos de Belchite dans son dictionnaire de la noblesse espagnole) qui à leur tour affirment que « Barceló » est originaire de France puis s'est établi en Catalogne et aux Baléares. Des génélogistes espagnols et latino-américains (dont Carlos Iturriza Guillén de l'Institut généalogique du Venezuela) précisent que la branche Barceló des Baléares débute au XIIIe siècle avec Pedro Barceló (alias Pierre Bar en français, Pere Bar, en catalan) natif de Montpellier qui, en 1232, a été l'un des commissaires du roi Jacques Ier d'Aragon (Don Jaime I), comte de Barcelone, seigneur de Montpellier et natif de Montpellier, pour la division générale de la terre de cette île qui devint le royaume de Majorque après que les musulmans Almohades en aient été chassés dans le cadre de la Reconquista,,. En 1282, 85, 96 et 1301, un Barceló est concilier de Barcelone durant la guerre de Sardaigne ceci sert à Jacques II d'Aragon et à son fils Alphonse IV d'Aragon.
Le 19 novembre 1407, le roi accorde à Fransech Barcelo (alias François Barcelo), en duopole avec Johan/Jean Vivat, une concession de 10 ans portant sur la fabrication, à Perpignan, de la monnaie d'argent du comté de Roussillon et du comté de Cerdagne,,. Au XIVe siècle s'établit la branche Barceló de Valence, dont le membre le plus notable est Don Francisco Barceló (alias « Mosen Barcelo », mosen étant un titre honorifique médiéval local), chevalier-moine et poète. Deux de ses poèmes paraissent dans le premier ouvrage publié en langue valencienne (catalan), Obres e trobes en lahors de la Verge Maria (es), des cantiques en l'honneur de la Vierge Marie qui sont imprimés par Lambert Palmart (es) en 1474. Cet ouvrage a également la singularité d'être le premier ouvrage littéraire publié en Espagne. En 1489, Francisco Barceló est nommé Juge en Chef de la Ville (Justicia Mayor de la Ciudad).

## Héraldique
Vicente de Cadenas de l'Institut Luis de Salazar recense trois armoiries distinctes de « Barcelo » (sans accent dans le texte) dans son Répertoire de blasons de la communauté hispanique. En voici la traduction de l'espagnol au français accompagnée d'une version alternative, le cas échéant:
|  | Barcelo (de Majorque) D'azur, au navire au naturel flottant sur une mer du même, accompagné en chef de trois étoiles d'argent et en pointe d'une tête de Maure traversée d'un cimeterre. - armes de la « famille Barcelo » issue de Pierre Bar de Montpellier - installé à Palma de Majorque vers 1232 - selon Charles de Tourtoulon dans Les Français aux expéditions de Mayorque et de Valence sous Jacques Le Conquérant, Roi d'Aragon 1229-1238 (1866) citant Joaquin Bover de Rosselló dans son Nobiliario Mallorquin (1850). De Sarrasin, le col percé d'une badelaire, acc. vaisseau et 3 étoiles s. mer. - armes de « BARCELO », selon le comte de Théodore de Renesse et Jean-Baptiste Rietstap dans le chapitre « Têtes de More accompagnant meubles non pareils » de leur Dictionnaire des figures héraldiques (1894). |

|  | Don Antonio Barceló y Pont de la Terra (de Majorque) Un navire voguant (au centre), entouré d'une couronne de laurier (au centre). Également représentés, une ancre (en bas à droite) et un canon (au centre) croisés, des lances (en haut à gauche et à droite), un drapeau de la régence d'Alger (à gauche), un turban (à droite), des boulets de canon (en bas), une tête de Maure avec un sabre d'abordage qui l'embroche (en bas), une couronne (en haut). - armes personnelles du lieutenant-général Dom Antoine Barcelo (1717-1797) utilisées dans un passeport délivré par lui, le 8 février 1781. |

|  | Barcelo (ou Barceló, branche de Catalogne ou de Majorque) D'azur ensemencé d'étoiles d'argent, comme si c'était le firmament, et un navire d'or, avec voiles d'argent, sur des ondes d'azur et d'argent, et en pointe, une tête de Maure avec un alfange qui lui traverse le cou. armes de la branche de Catalogne de la lignée noble Barceló, selon Juan José Vilar Psayla (1867). armes de la branche Barcelo de Majorque selon Carlos Iturriza Guillén (1973). armes de « Barcelo » - sans accent dans le texte en castillan - selon Vicente de Cadenas (1987). |

|  | Barcelo (branche de Tarragone) D'azur, au vaisseau d'or, habillé d'argent. voguant sur une mer du même. - armes de « Barcelo - Espagne » selon Johannes Baptista Rietstap (Armorial général, contenant la description des armoiries des familles nobles et patriciennes de l'Europe, 1861) - armes de « Barcelo de Tarragona » selon Ramón Medel (1846) ou Fernando Patxot (1854). - un blason comparable figure en deux points de la chapelle du Saint-Sépulcre - datant de la fin du XVe siècle - au sein de la cathédrale de Tarragone. |

|  | Barcelo (ou Barceló, branche de Tarragone) Coupé. 1°: d'azur, un navire d'or, avec ses rames, sur des ondes d'azur et argent, et 2°: d'or, une croix de gueules fleuretée; partie médiane d'argent, avec une cerise de gueules, avec tronc et feuilles de sinople. armes de la branche de Tarragone de la lignée noble Barceló, selon Juan José Vilar Psayla (1867). armes de la branche Barcelo de Tarragone selon Carlos Iturriza Guillén (1973). Le patronyme « Barceló, de Tarragona » s'éteint à Alcover en 1590 selon Diego Bertrán Vallvé dans la « revue de généalogie, noblesse et armes Hidalguía » (1980). armes de « Barcelo » - sans accent dans le texte en castillan - selon Vicente de Cadenas (1987). |

|  | Barcelo De gueules, un dauphin, d'or, accompagné en haut d'une étoile et en bas, d'une pétoncle, d'argent. armes de « Barcelo » - sans accent dans le texte en castillan - selon Vicente de Cadenas (1987). traditionnellement la pétoncle est l'emblème du pèlerinage de Saint-Jacques-de-Compostelle et le dauphin est celui du Dauphiné. contrairement à celles de Majorque et de Tarragone, ces armes ne sont pas mentionnées dans le Nobiliari General Català (1930) traitant des lignées nobles de la couronne d'Aragon - Catalogne, Valence, Baléares et Roussillon - par Félix Domenech. |